# 法華寺 (松山市)
法華寺（ほっけじ）は、愛媛県松山市にある日蓮宗の寺院。久松家四ヶ寺の一つ。山号は妙向山。旧本山は身延山久遠寺で中本山。親師法縁。開山は了端院日侃。開基は妙向。

## 墓所
- 松平家霊廟 松平家（伊予久松家）の墓所。
  - 光雲院殿丸山姫（1639年-1704年、松平定頼の娘）の墓
- 京極家墓所 鏡智院殿（松平定頼養女で松平直明の室）、春光院殿（松平定長の後室で京極高勝の娘）、恵光院殿（松平定直の養女で京極高兼の娘）をまつる。

## 塔頭
- 延命院

## 旧末寺
日蓮宗は昭和16年に本末を解体したため、現在では、旧本山、旧末寺と呼びならわしている。
- 亀台山妙見寺（松山市平田町）

## 参考資料
- 日蓮宗寺院大鑑編集委員会『宗祖第七百遠忌記念出版 日蓮宗寺院大鑑』大本山池上本門寺 (1981年)